# Blackwater Park
| 전문가 평가        | 전문가 평가 |
| 평가 점수          | 평가 점수   |
| 출처               | 점수        |
| ------------------ | ----------- |
| AllMusic           | [ 5 ]       |
| Classic Rock       | [ 6 ]       |
| Metal Crypt        | 4.75/5 5+/5 |
| Pitchfork          | 9.0/10      |
| Record Collector   | [ 10 ]      |
| Rock Hard          | 9.5/10      |
| Sea of Tranquility | [ 12 ]      |
| Sputnikmusic       | 3/5         |
| Ultimate Guitar    | 9.8/10      |

《Blackwater Park》는 스웨덴의 프로그레시브 메탈 밴드 오페스의 다섯 번째 스튜디오 음반이다. 2001년 3월 12일 유럽에서는 발매되었고, 하루 후 북미에서는 뮤직 포 네이션스와 코흐 레코드를 통해 발매되었다. 이 음반은 윌슨이 음반을 제작하기 위해 영입되었기 때문에 포큐파인 트리의 프런트맨인 스티븐 윌슨과 밴드의 첫 번째 협업을 의미한다. 이것은 오페스의 음악 스타일의 변화에 기여했다. 〈The Drapery Falls〉와 〈Still Day Beneath the Sun〉은 싱글로 발매되었다.
비록 《Blackwater Park》는 북미나 영국에서는 차트화되지 않았지만, 그것은 그 밴드를 위한 상업적 돌파구였고 종종 그들의 거물로 여겨진다. 올뮤직의 에두아르도 리바다비아는 이 음반이 "분명히 이 밴드의 성인 음반이며, 따라서 주목할 만한 작품을 소개하는 이상적인 음반"이라고 말하며 비평가들 사이에서 높은 평가를 받았다. 2020년, 《라우드와이어》는 《Blackwater Park》를 역대 프로그레시브 메탈 음반 1위로 선정했다. 《롤링 스톤》은 이 음반을 "역사상 가장 위대한 100개의 메탈 앨범" 목록에서 55위에 올랐다.

## 제작
유럽에서의 몇 번의 라이브 데이트 후, 오페스의 기타리스트이자 보컬리스트인 미카엘 오케르펠트는 데모 녹음과 새 음반의 아이디어를 개발하기 위해 스웨덴 스톡홀름에 있는 오래된 친구의 집으로 갔다. 이 음반의 이름은 같은 이름의 독일의 프로그레시브 록 밴드의 이름을 따서 지어졌으며, 이 그룹이 녹음을 시작하기 전에 타이틀을 가진 첫 번째 음반이었다.

## 발매
《Blackwater Park》는 원래 유럽에서 2001년 3월 12일에 발매되었고 하루 후에 북미에서 발매되었다. 이것은 북미에서 전 세계와 동시에 발매된 첫 번째 오페스 음반이었다. 그것은 콤팩트 디스크와 바이닐 레코드 형식으로 발매되었다. 《Blackwater Park》 특별판은 2002년에 〈Still Day Beneath the Sun〉과 〈Patterns in the Ivy II〉를 포함한 보너스 세컨드 디스크와 함께 발행되었다. 이 두 개의 보너스 트랙은 2003년 2월 로보틱 엠파이어 레코드에 의해 바이닐 전용 7인치 EP로 함께 발매되었다. 한정판 EP는 24시간 이내에 매진되었고 현재까지 오페스가 가장 많이 찾는 발매물 중 하나이다. 《Blackwater Park》를 홍보하기 위해 두 개의 싱글곡도 발매되었다. 〈The Drapery Falls〉의 라디오 편집본이 프로모션 싱글로 발매되었다. 보너스 트랙 〈Still Day Under the Sun〉은 나중에 바이닐 전용 싱글로 발매되었다.
《Blackwater Park》는 미국이나 영국에서는 차트화되지 않았다. 2008년 5월 현재 《Blackwater Park》는 미국에서 93,000장 이상 팔렸다.

## 곡 목록
모든 곡들은 특별한 언급이 없는 한 미카엘 오케르펠트에 의해 작사/작곡하였다.
| #  | 제목                           | 작사·작곡                   | 재생 시간 |
| -- | ------------------------------ | --------------------------- | --------- |
| 1. | 〈The Leper Affinity〉         |                             | 10:23     |
| 2. | 〈Bleak〉                      |                             | 9:15      |
| 3. | 〈Harvest〉                    |                             | 5:58      |
| 4. | 〈The Drapery Falls〉          |                             | 10:52     |
| 5. | 〈Dirge for November〉         | 오케르펠트, 페테르 린드그렌 | 7:51      |
| 6. | 〈The Funeral Portrait〉       |                             | 8:42      |
| 7. | 〈Patterns in the Ivy (기악)〉 |                             | 1:50      |
| 8. | 〈Blackwater Park〉            | 오케르펠트, 린드그렌        | 12:08     |